# Забреж
Забреж (словен. Zabrež) — поселення в общині Лашко, Савинський регіон, Словенія. Висота над рівнем моря: 480,6 м. 